# 玉虫文一
玉蟲 文一（たまむし ぶんいち、1898年10月18日 - 1982年7月26日）は、日本の物理化学者、東京大学名誉教授。

## 生涯

### 朝敵の家
1898年、宮城県仙台市生まれ。玉蟲家は仙台藩士であったが、幕末の奥州戦争時に文一の曾祖父にあたる玉虫左太夫が奥羽越列藩同盟結成の政略に参画したことから、左太夫は朝敵として捕らえられ切腹させられ、家財没収、家名は断絶されていた。このために、左太夫の娘と孫、文一にとっては祖母と母は辛酸をなめるような生活を送った。1889年、家名の復興はゆるされ、独身であった母のところに古内龍之進が連れ子（文一の義兄になる）を連れて養子となり玉蟲家が再興された。女児が生まれたが夭折したために、やがて文一が玉蟲家を継ぐことになる。
玉蟲家には財産もなく、仙台のような地方都市には仕事も少ないために、父は単身東京に出、さらに伝手をもとめて朝鮮・中国方面へ出稼ぎに出た。この父はもう仙台に戻りそうにないというので、母は文一を連れて東京に移り、父の兄で文一にとっては伯父にあたる古内小太郎の家に寄寓した。父は文一が9歳の年に京城で急病を発して死去した。伯父も間もなく病死した。

### 理研
1916年に府立一中を卒業し、第一高等学校に進んだ。東京帝国大学理学部に進み、理学部化学教室で片山正夫に師事した。1922年に東京帝国大学を卒業。卒業後は、理化学研究所で恩師の片山正夫研究室の助手として界面化学を研究。1924年、武蔵高等学校教授に任命された。

### ドイツ留学
1935年、東京帝国大学に学位論文を提出して理学博士号を取得。1936年より根津化学研究所所長を兼任した。1941年、アメリカ科学振興協会のフェローに推薦された。

### 戦後
1949年、旧制武蔵高等学校の廃止に伴って東京大学教養学部教授となった。1959年に東京大学を定年退官し、名誉教授となった。その後は、東京女子大学教授として教鞭をとった。1969年に東京女子大学を退職。同年からは再び武蔵学園で教鞭をとり、あわせて根津科学研究所の所長に復帰した（翌1970年からは名誉所長）。1982年、北軽井沢にて死去。

## 受賞・栄典
- 1952年：第一回化学教育賞を受賞。
- 1975年：ドイツ・コロイド学会よりウォルフガング-オストワルト賞を授与。

## 研究内容・業績
- コロイドおよび界面化学の研究、レオロジー、科学史の分野で研究を行った。
- 自身の研究と同時に、科学教育の点にも力を注いだ。

## 家族・親族
- 曾祖父：玉虫左太夫は仙台藩士[5]。万延元年に江戸幕府が初めて米国と通商条約を結ぶため派遣した万延元年遣米使節の一行に加わっていた人物で、後に「航米日録」を残している[1]。

## 著作

### 著書
- 『膠質化学』岩波全書、1939年。
  - 『膠質化学』（5刷）[波全書、1948年。
- 『理論化學ノート』白日書院、1949年。
- 『科学と一般教育』岩波新書117、1952年。
- 『物理化学序論』培風館、1955年。
  - 『物理化学序論』（改訂版）培風館、1961年。
  - 『物理化学序論』（3訂版）培風館、1972年。
- 『大学における一般教育の形態 とくに科学・技術教育との関連』（IDE教育資料第10集）民主教育協会、1959年。
- 『化学 物質研究の道程』培風館、1964年。
  - 『化学 物質研究の道程』（改訂版）培風館、1968年。
  - 『化学 物質研究の道程』（3訂版）培風館、1974年。
- 『科学・教育・随想』岩波書店、1970年。
- 『一化学者の回想』中央公論社〈自然選書〉、1978年。

### 共編著
- 『界面化學 . 膠質化學』（玉蟲文一、宮澤清三郎）岩波書店〈岩波講座 物理学及び化学 15〉、1930年。
- 『有機電氣化學』（玉蟲文一 他）岩波書店〈岩波講座 物理学及び化学〉。
- 『大学 : その理念と実際』（一般教育研究会 編）国元書房、1950年。
- 『化学実験』（白井俊明 共著）山根書店、1952年。
- 『化学』（松浦二郎共編）青林書院〈大学教養演習講座 4〉、1960年。
- 『化学 構造とエネルギー』岩波書店、1971年。
- 『岩波理化学辞典 第3版』（富山小太郎、小谷正雄、安藤鋭郎、高橋秀俊、久保亮五、長倉三郎、井上敏共編）岩波書店、1971年。
  - 『岩波理化学辞典 第3版増補版』岩波書店、1981年。
- 『原典による自然科学の歩み』（木村陽二郎、渡辺正雄共著）講談社〈原典による学術史〉、1974年。
- 『科学史入門 七人の先駆者を中心として』培風館、1979年。
- 「4. 化学変化の速度と平衡 上・下」『岩波講座現代化学1』岩波書店。
- 「6. 集合体の化学 上・下」『岩波講座現代化学1』岩波書店。

### 翻訳
- アール・ジェ・マックグラース『現代市民の育成と大学 一般教育はいかにあるべきか』丸善、1954年。
- Chemical Bond Approach Committee 編『CBA化学』（玉虫文一 監訳）岩波書店、1966年。
- Chemical Bond Approach Committee 編『CBA化学 実験書』（玉虫文一 監訳）岩波書店、1966年。
- B.ヤーゲンソンス、M.E.ストラウマニス『コロイド化学』（玉虫文一 監訳）培風館、1967年。
- アイザック・アシモフ『化学の歴史 プロメテから原子力まで』（竹内敬人共訳）河出書房〈現代の科学 3〉、1967年。　
  - アイザック・アシモフ『化学の歴史』（竹内敬人 共訳）河出書房〈ちくま学芸文庫 ア 32-1 Math&Science〉、2010年。ISBN 448009282X。
- ジャン・ペラン『原子』岩波文庫、1978年。

## 玉蟲文一に関する参考資料
- 畑野勇「根津化学研究所初代所長・玉蟲文一の足跡と学問観・教育観」[6]
- 伊能敬「玉蟲文一先生のご逝去を悼む」年譜
- 『日本人名大辞典、駒場の50年』